# Мендоса, Хосе
Хосе Альберто Мендоса Посас (исп. José Alberto Mendoza Posas; родился 21 июля 1989 года в Оланчито, Гондурас) — гондурасский футболист, вратарь клуба «Вида» и сборной Гондураса. Участник Олимпийских игр в Лондоне.

## Клубная карьера
Мендоса начал карьеру в клубе «Платенсе». В 2012 году он перешёл в Марафон. 13 августа в матче против «Олимпии» он дебютировал за новый клуб. По окончании сезона Хосе перебрался в «Виду». 11 августа в поединке против «Паррильяс Уан» он дебютировал за новую команду.
В начале 2014 года Мендоса перешёл в гватемальский «Шелаху». 19 января в матче против «Мунисипаль» он дебютировал в чемпионате Гватемалы. В составе «Шелаху» Хосе был основным вратарём и сыграл более 100 матчей во всех турнирах за три сезона.
Летом 2016 года Мендоса присоединился к венесуэльскому «Эстудиантес де Мерида». 20 июля в матче против «Петаре» он дебютировал в чемпионате Венесуэлы. Летом 2017 года Хосе вернулся на родину, присоединившись к клубу «Хутикальпа». 10 сентября в матче против «Реал Сосьедад» он дебютировал за новую команду.

## Международная карьера
В 2009 году в составе молодёжной сборной Гондураса Мендоса принял участие в молодёжном чемпионате мира в Египте. На турнире он был запасным и на поле не вышел.
Летом 2012 года Хосе был включен в заявку олимпийской сборной на поездку в Лондон на Олимпийские игры. На турнире он принял участие в матчах против команд Испании, Марокко, Бразилии и Японии.
16 октября 2012 года в отборочном матче чемпионат мира 2014 против сборной Канады Мендоса дебютировал за сборную Гондураса.
В 2013 году в составе национальной команды Хосе принял участие в розыгрыше Золотого кубка КОНКАКАФ. На турнире он был запасным голкипером и на поле не вышел.